# Michael Rice
Michael Rice (Hartlepool, 25 de outubro de 1997) é um cantor inglês.  Ele representará o Reino Unido no Eurovision Song Contest 2019 em Tel Aviv , Israel com a música " Bigger than Us ".  Antes disso, ele já havia vencido a primeira série da competição de canto da BBC One All Together Now em 2018, e também apareceu na décima primeira série do The X Factor em 2014.

## Carreira

### 2014–2018:The Factor Xetodos juntos agora
Em 2014, Rice entrou na 11ª temporada do The X Factor no Reino Unido.  Ele fez o teste para o show com " I Look to You ", de Whitney Houston .  Ele foi eliminado após o estágio Bootcamp.  Em 2018, ele entrou na primeira série da competição de canto da BBC One All Together Now , ele passou a ganhar a competição.
| Todos os desempenhos e resultados do Together Now | Todos os desempenhos e resultados do Together Now | Todos os desempenhos e resultados do Together Now | Todos os desempenhos e resultados do Together Now | Todos os desempenhos e resultados do Together Now |
| exposição                                         | Escolha de música                                 | Ponto                                             | Resultado                                         |                                                   |
| ------------------------------------------------- | ------------------------------------------------- | ------------------------------------------------- | ------------------------------------------------- | ------------------------------------------------- |
| Calor 1                                           | " Maria orgulhosa " por Tina Turner               | 100                                               | 1º                                                |                                                   |
| Final                                             | " Crazy in Love " por Beyoncé ft. Jay-Z           | 95                                                | 1º                                                |                                                   |
| Final                                             | " Aleluia " de Leonard Cohen                      | 94                                                | Vencedora                                         |                                                   |

### 2019 – presente:Festival Eurovisão da Canção
Em janeiro de 2019, Rice foi confirmado como um dos seis artistas que competiram no Eurovision: You Decide , o programa nacional britânico de seleção do Eurovision Song Contest 2019 .  Em 8 de fevereiro de 2019, ele ganhou o show com a música " Bigger than Us ", escrita por Laurell Barker, Anna-Klara Folin, John Lundvik e Jonas Thander, e representará o Reino Unido na final da Eurovisão em Tel Aviv , Israel .

## Discografia

### Singles
| Titulo           | Ano  | Album            |
| ---------------- | ---- | ---------------- |
| "Bigger than Us" | 2019 | Non-album single |